# Ljuboslava Bedeković
Ljuboslava Bedeković r. Gaj  (Zagreb, 1844. − Beč, 1874.) je bila hrvatska spisateljica. Bila je kćer jedinica Ljudevita Gaja i Pauline Krizmanić. Mati Paulina je bila kći krajiškog kapetana Stjepana Bedekovića i matere rodom iz Sedmogradske, vjerojatno Rumunjke. Stric Ljuboslavine majke bio je bistrički opat Ivan Krizmanić, istaknuti ilirac i hrv. književnik.
Pisala je poeziju. Radovi su joj zabilježeni u prvim hrvatskima književnim časopisima.